# دیگو الیورا
دیگو الیورا (انگلیسی: Diego Olivera؛ زادهٔ ۷ فوریهٔ ۱۹۶۸) بازیگر تلویزیون و بازیگر تئاتر اهل آرژانتین است.
از فیلم‌ها یا برنامه‌های تلویزیونی که وی در آن نقش داشته است می‌توان به پیروزی عشق اشاره کرد.